# روري برينان
روري برينان (بالإنجليزية: Rory Brennan)‏ هو شاعر أيرلندي، ولد في 1945.